# 施士嶽
施士嶽（？—？），字伯翰，泉州晉江人，福建水師提督施琅的從孫。曾選上歲貢，初任福建福清縣教諭。康熙三十九年（1700年）遷諸羅縣儒學教諭，但在任內因親人喪事而離職。康熙四十七年（1708年）再補鳳山縣教諭，期滿後擔任四川遂寧縣知縣，擢嵩明州，然因父親去世而歸。康熙末年朱一貴事件爆發，水師提督施世驃來台平亂，得知施士嶽通曉軍機，便命其「督陣軍前」，事件平定後論功按察副使，行至福州時病逝，享年76歲。著有《容軒詩文稿》。